# Dick McBride
Dick McBride, właściwie Richard William McBride (ur. 8 maja 1928 - 28 sierpnia 2012) – amerykański poeta Beat Generation, dramaturg i pisarz. 
Dick McBride w latach 50. i 60. XX w. mieszkał w San Francisco. Zaprzyjaźnił się z takimi pisarzami jak: Lawrence Ferlinghetti, Allen Ginsberg, Jack Kerouac. Pracował w księgarni City Lights Booksellers & Publishers od 1954 do 1969.